# 6605 Carmontelle
A 6605 Carmontelle (ideiglenes jelöléssel (6605) 1990 SM9) a Naprendszer kisbolygóövében található aszteroida. Eric Walter Elst fedezte fel 1990. szeptember 22-én.